# Chadibe (Tutume)
Chadibe è un villaggio del Botswana situato nel distretto Centrale, sottodistretto di Tutume. Il villaggio, secondo il censimento del 2011, conta 4.939 abitanti.

## Località
Nel territorio del villaggio sono presenti le seguenti 11 località:
- Borotsi di 67 abitanti,
- Borotsi,
- Chadibe di 32 abitanti,
- Gamathako di 27 abitanti,
- Mboela,
- Mmadikgabo,
- Mmaokhana di 126 abitanti,
- Mmatau di 19 abitanti,
- Molapong di 61 abitanti,
- Molonda/Japane di 180 abitanti,
- Radikgole di 1 abitante